# Morgan Studios
Morgan Studios (initialement nommé Morgan Sound Studios) était un studio d'enregistrement indépendant situé à Willesden, au nord-ouest de Londres au Royaume-Uni créé en 1967. Parmi les artistes et groupes ayant enregistré des albums et chansons dans le studio, on retrouve The Cure, Jethro Tull, The Kinks, Paul McCartney, Yes, Black Sabbath, Donovan, Joan Armatrading, Cat Stevens, Rod Stewart, UFO et bien d'autres. En 1984, Morgan Studios vend ses locaux, dont certains sont rachetés par Battery Studios.

## Histoire
Morgan Sound Studios est fondé en 1967 par Barry Morgan (en), Monty Babson, Jerry Allen et Leon Clavert, qui exploitaient un label de jazz aux Lansdowne Studios et souhaitaient obtenir leur indépendance en ouvrant un bureau à l'écart du studio. Les quatre musiciens achètent des locaux situés au 169-171 High Road, dans le quartier de Willesden au nord-ouest de Londres. Peu après, ils décident d'aménager une partie du local comme studio d'enregistrement. Ils embauchent l'ancien ingénieur du son des Studios Olympic Terry Brown pour gérer le studio, qui nomme à son tour un autre ancien élève des Studios Olympic, Andy Johns, en tant qu'ingénieur du son en chef. Roy Thomas Baker, qui devient célèbre par la suite pour avoir travaillé aux Studios Trident, a également travaillé aux Morgan Studios au cours de ses premières années en tant qu'ingénieur assistant.
Le directeur du studio, Terry Brown, savait que Clive Green était en train de concevoir une nouvelle console de mixage pour Lansdowne Studios, et lui a donc demandé s'il pouvait en acheter le design. Green a préféré construire la console lui-même, donnant naissance au fabricant de consoles de mixage Cadac Electronics (en). Cela n'a pas empêché que la première console fabriquée par Cadac - un bureau à console divisée à 8 canaux personnalisé, câblé à la main avec des entrées et sorties symétriques sans transformateur - soit installée aux Morgan Studios. Au départ, le studio était composé d'une salle d'enregistrement de taille modeste (6 mètres par 6) et d'une salle de contrôle (5 mètres par 3) dotée d'un enregistreur Scully (en) à 8 pistes et d'enregistreurs Ampex à 2 pistes et 4 racks. Les studios disposaient également d'un piano à queue Steinway et d'un orgue Hammond.
En 1969, un nouveau studio, plus grand, est construit à l'étage et devient le studio principal (no 1), le studio d'origine étant rebaptisé studio 2. Le nouveau studio est équipé d'une console de mixage modulaire Cadac 24x16, d'un enregistreur 3M à 16 pistes et d'un Studer A80 à 2 pistes. La même année, quatre employés des studios, Barry Morgan (le fondateur de Morgan Studios), le claviériste Roger Coulam (en), le guitariste Alan Parker et le bassiste Herbie Flowers, s'associent aux chanteurs Roger Cook (en) et Madeline Bell (en) pour former le groupe pop britannique Blue Mink.
En 1972, Morgan ouvre un troisième studio (no 3), beaucoup plus grand que les deux premiers, au rez-de-chaussée de l'immeuble situé de l'autre côté de la rue. Il est équipé d'une console Cadac 24x24 et d'un enregistreur à 24 pistes 3M M79.
En 1974, Morgan Studios a acheté de nouveaux locaux au coin de la rue pour ouvrir un quatrième studio (no 4), qui est le plus grand des studios de l'entreprise. Équipé d'une console de mixage Cadac 28x24, le studio 4 a également la particularité d'avoir accueilli le premier magnétophone Ampex à 24 pistes en Angleterre (bien qu'il ait été remplacé par la suite par un Studer A80).
Chacune des salles de contrôle des studios comportait 3 dispositifs de réverbération à plaques EMT (en), 2 limiteurs Pye et 2 limiteurs (en) UREI (en). Les studios étaient également équipés de microphones Neumann (en) U47 (en) et U67.

## Entités suivantes
En 1980, les Morgan Studios 3 et 4 ont été vendus au Zomba Group et renommés en Battery Studios. Quatre ans plus tard, les studios 1 et 2 ont été vendus au producteur Robin Millar (en) et rebaptisés Power Plant Studios. Ces studios ferment leurs portes 6 ans plus tard,.

## Enregistrements

### Albums

#### Années 1960
- The Doughnut in Granny's Greenhouse (en) (1968) - Bonzo Dog Doo-Dah Band
- Disposable (en) (1968) - The Deviants
- Tons of Sobs (1969) - Free
- Audience (en) (1969) - Audience (en)
- Blind Faith (1969) - Blind Faith
- Ahead Rings Out (en) (1969) - Blodwyn Pig
- Free (1969) - Free
- Mott the Hoople (en) (1969) - Mott the Hoople[1]
- Led Zeppelin II (1969) - Led Zeppelin (en partie)
- Ssssh (1969) - Ten Years After
- Stand Up (1969) - Jethro Tull[1]
- Supertramp (1969-1970) - Supertramp

#### Années 1970
- McCartney (1970) - Paul McCartney
- Lola Versus Powerman and the Moneygoround, Part One (1970) - The Kinks
- Open Road (1970) - Donovan
- Gasoline Alley (1970) - Rod Stewart
- It'll All Work Out in Boomland (en) (1970) - T2
- Benefit (1970) – Jethro Tull[1]
- Tea for the Tillerman (1970) – Cat Stevens
- Friend's Friend's Friend (en) (1970) – Audience
- Long Player (certaines portions, 1971) – Faces
- Meddle (1971) – Pink Floyd
- Every Picture Tells a Story (1971) – Rod Stewart
- St Radigunds (mai-juin 1971) – Spirogyra (en)[citation nécessaire]
- Muswell Hillbillies (1971) - The Kinks
- Anticipation (en) (1971) – Carly Simon
- Can I Have My Money Back? (en) (1971) – Gerry Rafferty
- A Tear And A Smile (1971) – Tír na nÓg
- Madman Across the Water (certaines portions, 1971) – [[Elton John|Elton John[citation nécessaire]]]
- America (1971) – America
- Teaser and the Firecat (1971) – Cat Stevens
- Thick as a Brick (1972) – Jethro Tull[1]
- Waterfall (en) (1972) – If (en)
- The Six Wives of Henry VIII (1972) – Rick Wakeman
- Lou Reed (1972) – Lou Reed
- Catch Bull at Four (1972) – Cat Stevens
- Wringing Applause (1972) – B. A. Robertson (en)
- Never a Dull Moment (1972) – Rod Stewart
- Lady Lake (en) (1972) – Gnidrolog
- The Chieftains 4 (en) (1972-1973) – The Chieftains
- Greenslade (en) (1972-1973) – Greenslade
- There Goes Rhymin' Simon (une seule chanson, 1973) – Paul Simon
- Camel (1973) – Camel
- A Passion Play (1973) – Jethro Tull
- Tales from Topographic Oceans (1973) – Yes[1]
- Billion Dollar Babies (1973) – Alice Cooper
- Sabbath Bloody Sabbath (1973) – Black Sabbath
- Bedside Manners Are Extra (en) (1973) – Greenslade
- Orexis of Death (en) (1973) – Necromandus (en)
- Berlin (1973) – Lou Reed
- War Child (1974) – Jethro Tull[1]
- Back to the Night (en) (1974) – Joan Armatrading
- Jumblequeen (1974) – Bridget St John
- The Psychomodo (en) (1974) – Cockney Rebel
- Smiler (1974) – Rod Stewart
- Spyglass Guest (en) (1974) – Greenslade
- Now We Are Six (1974) – Steeleye Span
- Phenomenon (1974) – UFO
- The Prince of Heaven's Eyes (en) (1974) – Fruupp (en)
- The Myths and Legends of King Arthur and the Knights of the Round Table (1974–1975) – Rick Wakeman
- Time and Tide (en) (1975) – Greenslade
- Sabotage (1975) – Black Sabbath[1]
- Commoners Crown (1975) – Steeleye Span
- Force It (1975) – UFO
- Return to Fantasy (1975) – Uriah Heep
- Fish Out of Water (1975) – Chris Squire
- Dance (1975) – Arthur Brown
- Sad Wings of Destiny (1976) – Judas Priest
- No Heavy Petting (1976) – UFO
- Answer Me (1976) – Barbara Dickson
- Electric Savage (1976–1977) – Colosseum II (en)
- Baris Mancho (1976) – Barış Manço
- Nothing to Do with Us (en) (uniquement la chanson "She Wouldn't Understand", 1976) – The Goodies (en)
- The World Starts Tonight (en) (1977) – Bonnie Tyler
- Songs from the Wood (1977) – Jethro Tull[1]
- Peter Gabriel I (1977) – Peter Gabriel
- Chisholm in My Bosom (1977) – Arthur Brown
- The Quiet Zone/The Pleasure Dome (1977) – Van der Graaf Generator
- At the End of a Perfect Day (en) (1977) – Chris de Burgh
- Crna dama (en)/Black Lady (en) (1977/1978) – Smak (en)
- Squeeze (en) (1978) – Squeeze
- Natural Force (en) (1978) – Bonnie Tyler
- Variations (en) (1978) – Andrew Lloyd Webber
- Back on the Streets (en) (1978) – Gary Moore
- Three Imaginary Boys (1979) – The Cure[1]

#### Années 1980
- Seventeen Seconds (1980) – The Cure
- Wild Cat (1980) – Tygers of Pan Tang
- Lampefeber (1980) – C. V. Moto[5]
- The Affectionate Punch (en) (1980) – Associates
- Bucks Fizz (en) (1981) – Bucks Fizz
- Spellbound (1981) – Tygers of Pan Tang
- Renegade (1981) – Thin Lizzy
- Teddy Boys Don't Knit (en) (1981) – Vivian Stanshall
- Faith (1981) – The Cure
- Iron Fist (1982) – Motörhead
- Pictures On A String (1982) – Comateens

### Singles
- "Pinball Wizard" (1969) – The Who
- "Riki Tiki Tavi" (1970) - Donovan
- "Lola" (1970) – The Kinks
- "Woodstock" (1970) – Matthews Southern Comfort (en)
- "Anticipation" (1971) – Carly Simon
- "Hi, Hi, Hi" (1972) – Wings
- "C Moon (en)" (1972) – Wings
- "Step into Christmas (en)" (1973) – Elton John
- "American Tune" (1974) – Paul Simon
- "Monkey Jive" (1975) – Tiger Lily (en)
- "Your Generation" (1977) – Generation X
- "News of the World (en)" (1978) – The Jam
- "Jumping Someone Else's Train" (1979) – The Cure
- "C·30 C·60 C·90 Go (en)" (1980) – Bow Wow Wow
- "A Forest" (1980) – The Cure
- "Primary" (1981) – The Cure
- "Charlotte Sometimes" (1981) – The Cure
- "Making Your Mind Up" (1981) – Bucks Fizz